# Rio Frumosu (Moldoviţa)
O Rio Frumosu é um rio da Romênia, afluente do Moldoviţa, localizado no distrito de Suceava.